# Joaquim Tomás dos Santos e Silva Filho
Joaquim Tomás dos Santos e Silva Filho (? — ?)
Foi eleito  deputado estadual, à 22ª Legislatura da Assembleia Legislativa do Rio Grande do Sul, de 1893 a 1897.
Lutou na Revolução Federalista, comandando uma tropa.